# Journal of the Chemical Society, Faraday Transactions
Journal of the Chemical Society, Faraday Transactions (скорочено J. Chem. Soc., Faraday Trans. ) — науковий хімічний журнал, що виходив щомісяця з 1990 по 1998 рік.
Анотації всіх статей доступні в Інтернеті безкоштовно, а повнотекстові PDF-файли платні.

## Історія видання
Історія видання «Faraday Transactions» почалась з Transactions of the Faraday Society, який видавався Товариством Фарадея з 1905 року. Зі злиттям кількох хімічних товариств у Королівське хімічне товариство в 1972 році попередні публікації також були реорганізовані: Transactions of the Faraday Society об’єдналися з Journal of the Chemical Society B: Physical Organic, що видався Хімічним товариством, у дві серії журналу Journal of the Chemical Society, Faraday Transactions.
Назва журналу Journal of the Chemical Society, Faraday Transactions, впродовж його існування змінювалася, журнал розділявся та об’єднувався кілька разів:
- Transactions of the Faraday Society (1905–1971)

- Journal of the Chemical Society B: Physical Organic (1966–1971)
- Journal of the Chemical Society, Faraday Transactions 1: Physical Chemistry in Condensed Phases (1972–1989)
- Journal of the Chemical Society, Faraday Transactions 2: Molecular and Chemical Physics (1972–1989)
- Journal of the Chemical Society, Faraday Transactions (1990–1998)

У 1998 році журнал об'єднано з Berichte der Bunsen-Gesellschaft für physikalische Chemie та низкою інших фізико-хімічних журналів і він продовжував виходити під назвою Physical Chemistry Chemical Physics.